# Acanthotrema
Acanthotrema is een geslacht in de familie Graphidaceae. De typesoort is Acanthotrema brasilianum.

## Soorten
Volgens Index Fungorum bevat het geslacht zes soorten (peildatum december 2023):
| Soortnaam                  | Auteur(s)                     | Publicatiejaar |
| -------------------------- | ----------------------------- | -------------- |
| Acanthotrema alboisidiatum | Merc.-Díaz, Lücking & Parnmen | 2014           |
| Acanthotrema bicellulare   | Sipman & Lücking              | 2012           |
| Acanthotrema brasilianum   | (Hale) Frisch                 | 2006           |
| Acanthotrema frischii      | Lücking                       | 2010           |
| Acanthotrema kalbii        | Lücking                       | 2012           |
| Acanthotrema minus         | Aptroot                       | 2020           |